# Astragalus inaequalifolius
Astragalus inaequalifolius är en ärtväxtart som beskrevs av Nina Alexandrovna Basilevskaja. Astragalus inaequalifolius ingår i släktet vedlar, och familjen ärtväxter. Inga underarter finns listade i Catalogue of Life.